# Lenie
Lenie es una localidad albanesa del condado de Elbasan. Se encuentra situada en el centro del país y desde 2015 está constituida como una unidad administrativa del municipio de Gramsh. A finales de 2011, el territorio de la actual unidad administrativa tenía 779 habitantes.
La unidad administrativa incluye los pueblos de Lenie (también llamado Shënepremte), Bicaj, Kuratë, Grabovë e Poshtme, Grabovë e Sipërme y Valth.
Se ubica unos 20 km al sureste de la capital municipal Gramsh, en el límite con el condado de Korçë.
En la zona se hallan las ruinas de un castillo del siglo XIV.